# Рольф Меннекінг
Рольф Меннекінг (нім. Rolf Menneking; 20 березня 1899, Берлін — 25 жовтня 1967, Гільдесгайм) — німецький офіцер, генерал-майор вермахту. Кавалер Німецького хреста в сріблі.

## Біографія
Учасник Першої світової війни. Після демобілізації армії залишений в рейхсвері. З 1 вересня 1939 року служив у відділі Р 1 ОКГ, з 1 жовтня 1939 року — в штабі генерала інженерних військ і фортець при головнокомандувачі сухопутними військами. З 10 червня 1941 року — командир 1-го навчального інженерного батальйону, з 18 серпня 1941 року — 507-го інженерного полку. 1 листопада 1941 року повернувся в штаб генерала інженерних військ і фортець при головнокомандувачі сухопутними військами. 23 жовтня 1942 року відправлений в резерв ОКГ. З 15 листопада 1942 року — начальник відділу Р 1 ОКГ. 1 жовтня 1944 року знову відправлений в резерв ОКГ, згодом призначений заступником начальника управлінської групи Р 1 5-го відділу Кадрового управління сухопутних військ. В 1945 році призначений реєстраційним офіцером військового полігону Вільдфлеккена. З 31 березня 1945 року — знову заступник начальника управлінської групи Р 1 5-го відділу Кадрового управління сухопутних військ.

## Звання
- Фенріх (9 листопада 1915)
- Лейтенант (24 лютого 1917)
- Оберлейтенант (1 квітня 1925)
- Гауптман (1 лютого 1933)
- Майор (2 жовтня 1936)
- Оберстлейтенант (1 лютого 1940)
- Оберст (1 липня 1941)
- Генерал-майор (1 січня 1945)

## Нагороди
- Залізний хрест 2-го і 1-го класу
- Хрест «За військові заслуги» (Брауншвейг) 2-го класу
- Військова медаль (Османська імперія)
- Нагрудний знак «За поранення» в чорному
- Балтійський хрест
- Пам'ятна військова медаль (Угорщина) з мечами
- Почесний хрест ветерана війни з мечами
- Медаль «За вислугу років у Вермахті» 4-го, 3-го, 2-го і 1-го класу (25 років)
- Пам'ятна Олімпійська медаль
- Іспанський хрест в бронзі з мечами
- Застібка до Залізного хреста
  - 2-го класу (17 червня 1940)
  - 1-го класу (11 липня 1940)
- Сертифікат Пошани Головнокомандувача Сухопутних військ Вермахту (№513; 9 листопада 1941)
- Хрест Воєнних заслуг 2-го і 1-го класу з мечами
- Німецький хрест в сріблі (1 жовтня 1944)